# テルファー・ムック
テルファー・ムック（Telfer Mook）として知られた、エドウィン・テルファー・ムック（Edwin Telfer Mook、1916年/1917年 - 2008年5月23日）は、アメリカ合衆国の聖職者、法律家。第二次世界大戦期のアメリカ海軍士官。

## 経歴
1938年にダートマス大学を卒業し、ケンブリッジ大学に留学した後、イェール大学ロー・スクール、さらに後にはシカゴ神学校を修了した。
1940年には、デモイン出身のジェイン・デイ・パーカー (Jane Day Parker) と結婚した。
第二次世界大戦中は、アメリカ海軍の日本語情報士官となってコロラド大学ボルダー校の日本語学校に学び、太平洋戦争に従軍した。戦時下のテニアン島では、収容された日本人の子どもたちのために小学校を作った。
ムックは、戦後、アイオワ州デモインで法律家として活動した後、1950年にキリスト連合教会の聖職者となり、さらに1958年からはインドやスリランカで教会が支援する開発事業に従事した。その後、1983年に帰国してミシガン州に定住し、環境保護活動やコミュニティ活動に取り組んだ。1991年、テニアンスクール同窓会が沖縄で開催され、ムックは招待され、初めて日本を訪れた。
2007年に妻ジェインに先立たれたムックは、2008年5月23日に、カリフォルニア州で没した。